# Samson (Händel)
Samson (HWV 57) ist ein Oratorium in drei Akten von Georg Friedrich Händel mit einem Libretto, welches Newburgh Hamilton nach John Miltons Samson Agonistes (1671) bearbeitete. Die Uraufführung fand am 18. Februar 1743 im Covent Garden Theatre in London statt.

## Entstehung
Händel wollte eigentlich in der Saison 1741/42 nichts unternehmen. In der Saison davor war sein letzter Versuch gescheitert, mit Imeneo und Deidamia seine italienischen Opern fortzuführen. Den Anlass, doch etwas neues, nach Israel in Egypt ein weiteres Oratorium nach Bibelstellen zu komponieren, gab dann eine Einladung zu einer Konzertreihe in Dublin. Dieses neue Stück, der Messiah, sollte dort neben früher komponierten Oratorien und Oden in der am 2. Oktober 1741 neu zu eröffnenden Mr Neale’s Great Musick Hall in Fishamble Street gespielt werden. Noch vor seiner Abreise nach Dublin im November 1741, unmittelbar nach dem Abschluss der Partitur des Messiah, also nach dem 14. September, begann Händel mit der Komposition des Samson. Schon am 20. September beendete er den ersten Akt und notierte in seine Kompositionspartitur: „End of the first Act Sept. 29. 1741“. Den zweiten Akt stellte er am 11. Oktober fertig: „End of the second Act. ☉ [Sonntag] Octobr. 11. 1741“, das gesamte Oratorium am 29. Oktober: „Fine dell’Oratorio London, G. F. Handel. ♃ [Donnerstag] Octobr. 29. 1741.“
Kurz danach reiste er nach Irland, um dort im Dezember seine Subskriptionsreihe, die auch den neuen Messiah beinhaltete, zu starten. Nach zehnmonatigem Aufenthalt dort kehrte er Ende August 1742 nach London zurück und überarbeitete den Samson noch einmal gründlich. Dabei strich er die Notiz am Ende: „Fine dell’Oratorio“ wieder durch und ergänzte, nachdem er einige zusätzliche Stücke notiert hatte: „S[oli]. D[eo]. G[loria]. G. F. Handel. Octobr. 12. 1742.“

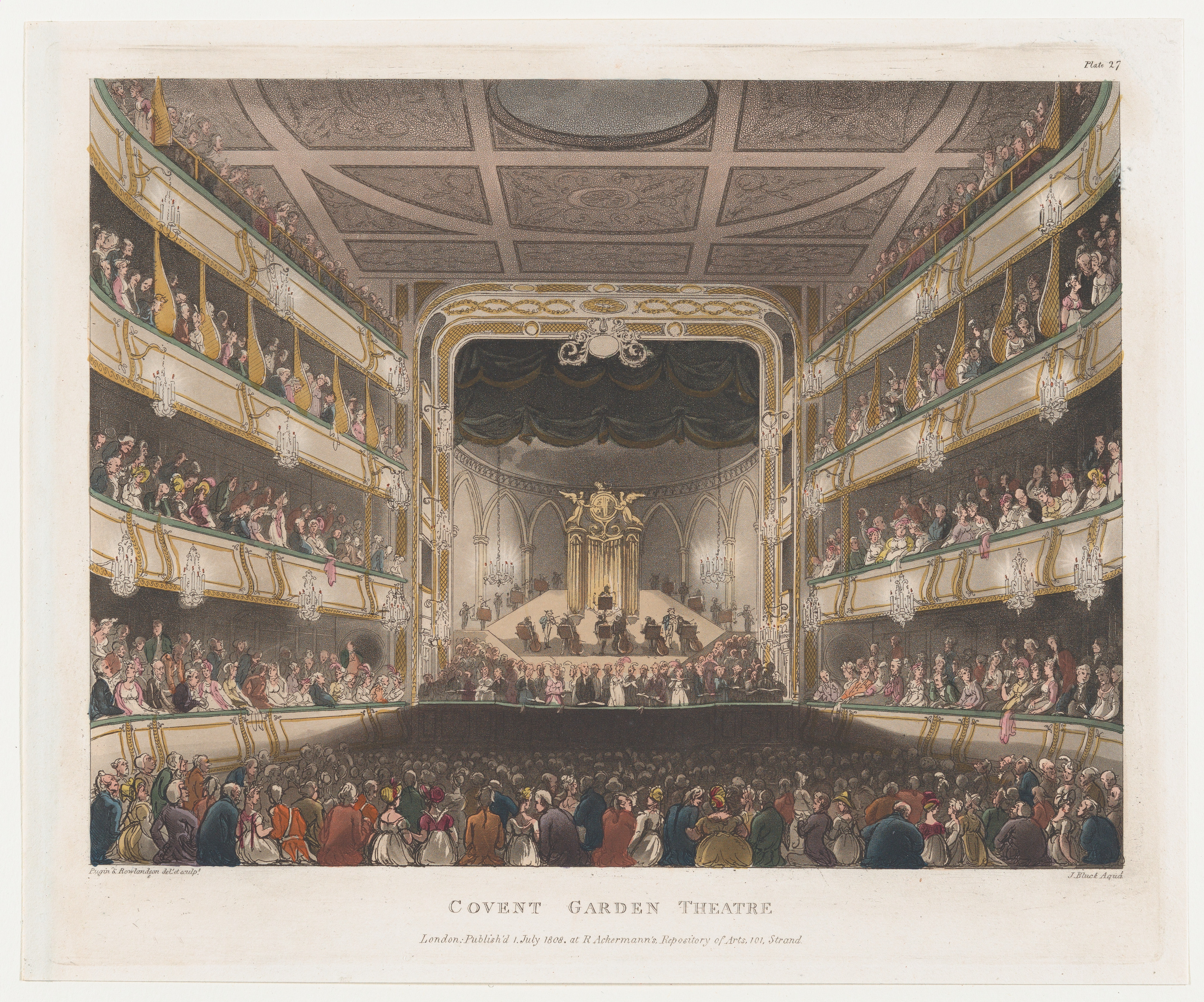
Die Uraufführung fand im königlichen Theater von Covent Garden statt.

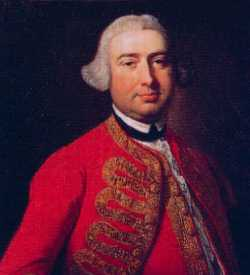
Der Tenor John Beard sang in den ersten zwölf Aufführungen 1743 bis 1745 die Titelpartie.

Die zu dieser Zeit äußerst populäre Schauspielerin und Sängerin des Theatre Royal Drury Lane, Kitty Clive, die mit Händel in der Folgezeit befreundet war, gestaltete in dieser ersten Aufführungsserie 1743 die Rolle der Dalila, was half, ihren Ruf als „hochkarätige“ Künstlerin zu festigen und durch die separate Bühne noch mehr Anhänger ihrer Kunst zu generieren. Händel, der ebenfalls von Clives Popularität profitierte, verstand es in seinen Kompositionen, sich stilistisch eng an die bereits etablierte Starpersönlichkeit der Sopranistin anzulehnen.
Die Uraufführung des Samson fand am 18. Februar 1743 im Covent Garden Theatre statt. Das dabei als Zwischenaktmusik gespielte Orgelkonzert war wahrscheinlich das kurz zuvor abgeschlossene Konzert in A-Dur (HWV 307). Es sangen folgende Solisten:
- Samson – John Beard (Tenor)
- Dalila – Catherine „Kitty“ Clive (Sopran)
- Manoa – William Savage (Bass)
- Micah – Susanna Maria Cibber (Alt)
- Harapha – Henry Theodore Reinhold (Bass)
- Israelitin – Christina Maria Avoglio (Sopran)
- Israelit, Philister – Thomas Lowe (Tenor)
- Philisterin – Miss Edwards (Sopran)

## Aufführungsgeschichte
Nach der Uraufführung wurde Samson in dieser Spielzeit noch acht Mal gegeben, am 2. März in Anwesenheit der königlichen Familie. Händel führte das Oratorium in seinem Leben insgesamt 31 Mal auf, wenn auch sein Adlatus Johann Christoph Schmidt der Jüngere ab 1752 wegen seiner zunehmenden Erblindung für ihn die Leitung am Abend übernahm. Damit gehört es zu Händel erfolgreichsten Werken. Schon wenige Wochen nach der Premiere ließ John Walsh die Arienpartitur des Samson drucken, was der Popularität des Werkes sehr zugutekam. Händel führte das Oratorium nun nahezu in jedem Jahr auf: 1744 (2 Vorstellungen), 1745 (2), 1749 (4), 1750 (2), 1752 (3), 1753 (3), 1754 (1), 1755 (2), 1758 (1) und 1759 (3 Vorstellungen).
Bereits zu Händels Lebzeiten ist der Samson auch schon sehr gern andernorts aufgeführt worden, so in Oxford (1743, 1749, 1756, 1759), Dublin (1748, 1751–1753), Gloucester (1748), Salisbury (1751, 1752, 1759), Worcester (1752, 1753, 1755), Hereford (1753, 1756), Bath (1755, 1757, 1758), Bristol (1757), Edinburgh (1758) und London (1751, 1756, 1758, 1759). In der Folge ist hier der Samson nach Händels Tod bis 1786 im Rahmen der Londoner Fastenzeit-Konzerte fast jährlich gespielt worden.
In Deutschland erklang das Oratorium erstmals 1776 in der London-Schenke in Hannover, in Moskau zuerst 1783.
Im 19. Jahrhundert wurde Samson bei vielen Chorfestivals im deutschsprachigen Raum aufgeführt. Den Weg dazu hatte 1778 eine anonyme Übertragung des Librettos ins Deutsche geebnet. Auch Ignaz Franz von Mosel hatte eine Übersetzung angefertigt, mit der das Oratorium im Oktober 1814 während des Wiener Kongresses ebenda und in der Folge auch 1820, 1829, 1840 und 1859 im Theater an der Wien gespielt wurde. Die weiteren Stationen waren Berlin (1819, unter Bernhard Anselm Weber, hier ebenso 1828 und 1829 (durch Carl Friedrich Zelter) und 1839, 1843 und 1845 (unter Carl Friedrich Rungenhagen), Düsseldorf (1820 und 1832, hier unter Leitung von Felix Mendelssohn Bartholdy), Breslau (1825, 1833, 1875, 1881), Stettin (1826), Königsberg (1827, 1835, 1839, 1845, 1861), Halle an der Saale (1828 unter Gaspare Spontini, weiterhin 1829 und schließlich am 1. Juli 1859 unter Robert Franz anlässlich der Einweihung des Händel-Denkmals auf dem Marktplatz), Kassel (1830), Köln (1832, 1841), Namiest (1837), Dresden und Lübeck (beide 1839), Aachen (1843), Leipzig (ebenfalls 1843), mit dem Thomanerchor unter Moritz Hauptmann), Prag (1845, 1852, 1859, 1867, 1893) und in der zweiten Hälfte des Jahrhunderts in vielen weiteren Städten, selbst in kleinen, wie etwa Köslin (1861) oder Lyck in Ostpreußen (1863).

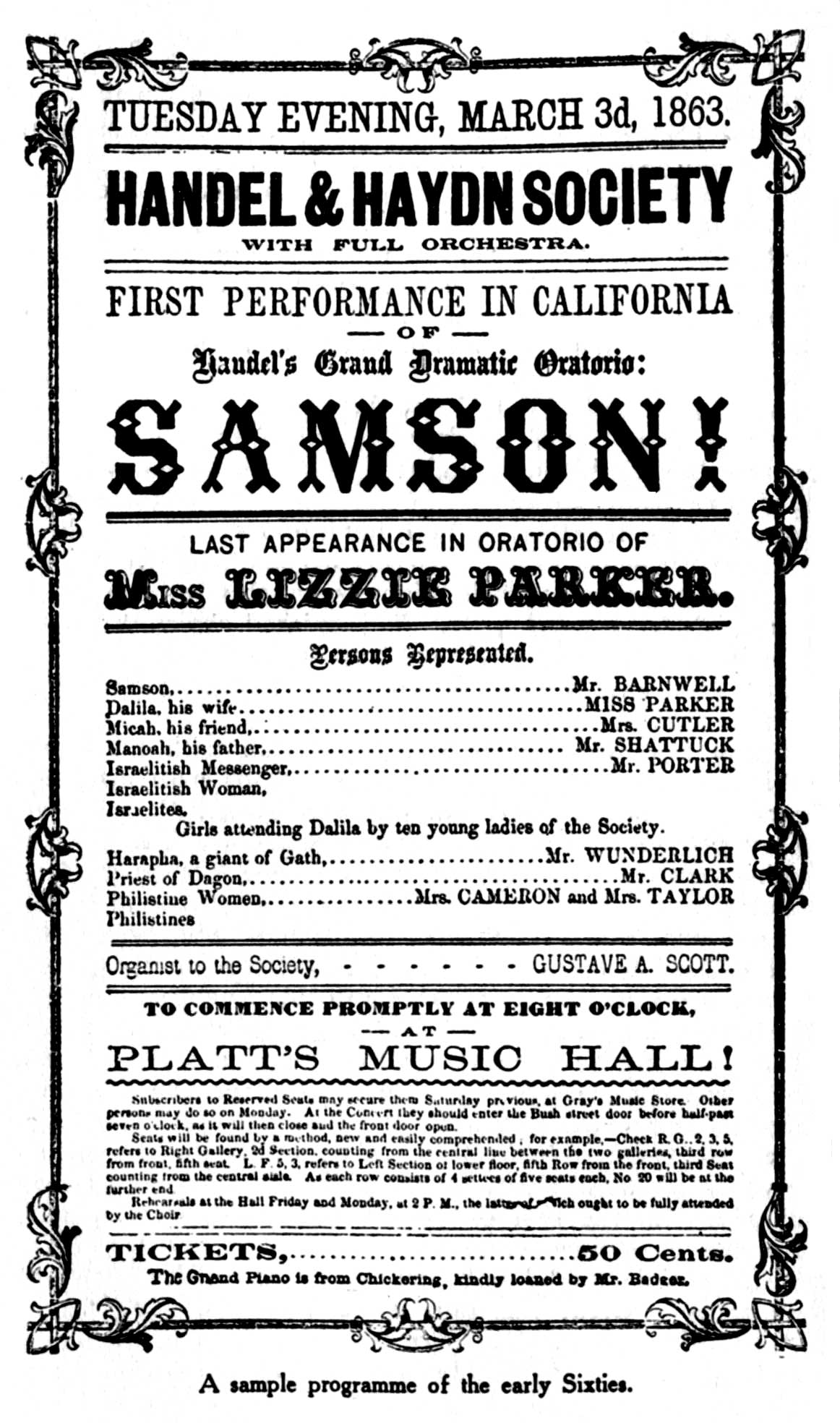
Ankündigung der kalifornischen Erstaufführung des Samson am 3. März 1863 in Platt’s Music Hall in San Francisco.

In den Niederlanden wurde das Oratorium zu Händels hundertstem Todestag 1859 in Arnheim und Rotterdam aufgeführt. Auch in den USA wurde es populär: hier erklang es erstmals 1845 in Boston, danach konnte man es auch in New York (1860), San Francisco (1863, 1874), Philadelphia (1880) und in Baltimore (1881) hören.
Auch noch in der ersten Hälfte des 20. Jahrhunderts war der Samson eines von Händel beliebtesten Werken, wobei das Stück aber auch während der nationalsozialistischen Gewaltherrschaft durch seinen heroischen Grundcharakter vor Interpretationsansätzen, die im Dienste der damals verbreiteten Ideologie standen, nicht gefeit war. In der zweiten Hälfte des 20. Jahrhunderts wurde das Oratorium im Vergleich zu anderen Werken Händels weniger oft gespielt. Verschiedentlich ist das Stück auch inszeniert auf die Bühne gebracht worden, erstmals im Oktober 1929 in Falmouth, 1932 in Cambridge, 1936 in der Bryanston School, 1949 in Aberdare und 1958 in der Covent Garden Opera in London.
In Deutschland folgte 1963 eine szenische Aufführung des Oratoriums in der St. Jakobi-Kirche Göttingen anlässlich der dortigen Händel-Festspiele (musikalische Leitung: Günther Weißenborn).

## Libretto
Das Libretto erstellte Newburgh Hamilton nach der Tragödie Samson Agonistes von John Milton aus dem Jahr 1671. Die Handlung darin beruht auf einer im Buch der Richter (Ri 16, 23-31) geschilderten Begebenheit. Weiterhin benutzte Hamilton für die Arien mehrere Zeilen, Wörter oder Ausdrücke, die er einigen von Miltons kleineren Werken entnahm: den Nachdichtungen und Paraphrasen der Psalmen, der Passion, sowie On Time, On the Morning of Christ’s Nativity, An Epitaph on the Marchioness of Winchester und At A Solemn Musick.

“SEVERAL Pieces of Milton having been lately brought on the Stage with Success, particularly his Penseroso and Allegro, I was of Opinion that nothing of that Divine Poet’s wou’d appear in the Theatre with greater Propriety or Applause than his SAMSON AGONISTES. [...] But as Mr. Handel had so happily introduc’d here Oratorios, a musical Drama, whose Subject must be Scriptural, and in which the Solemnity of Church-Musick is agreeably united with the most pleasing Airs of the Stage: It would have been an irretrievable Loss to have neglected the Opportunity of that great Master’s doing Justice to this Work; he having already added new Life and Spirit to some of the finest Things in the English Language, particularly that inimitable Ode of Dryden’s which no Age nor Nation ever excell’d.
As we have so great a Genius among us, it is a pity that so many mean Artifices have been lately us’d to blast all his Endeavours, and in him ruin the ART itself; but he has the Satisfaction of being encourag’d by all true Lovers and real Judges of Musick; in a more especial manner by that Illustrious Person, […]
In adapting this POEM to the stage, the Recitative is taken almost wholly from Milton, making use only of those Parts in his long Work most necessary to preserve the Spirit of the Subject, and justly connect it. In the Airs and Chorus’s which I was oblig’d to add, I have interspers’d several Lines, Words, and Expressions borrowed from some of his smaller Poems, to make the whole as much of a piece as possible.”

„Da in letzter Zeit mehrere Werke von Milton erfolgreich auf die Bühne gebracht wurden, insbesondere sein Il Penseroso und den L‘Allegro, war ich der Meinung, dass nichts von diesem göttlichen Dichter angemessener und begrüßenswerter sei, auf dem Theater aufgeführt zu werden, als dessen Samson Agonistes. Da jedoch Herr Händel hier so erfolgreich Oratorien eingeführt hatte (ein Musikdrama, dessen Thema biblisch sein muss und in dem die Feierlichkeit der Kirchenmusik auf angenehme Weise mit den schönsten Melodien der Theaterbühne vereint ist) wäre es ein unwiederbringlicher Verlust gewesen, die Gelegenheit verstreichen zu lassen, dass dieser große Meister sich dieses Werkes annimmt. Er hat ja bereits einigen der schönsten Werke der englischen Sprache neues Leben und neuen Geist eingehaucht, insbesondere der unvergleichlichen Ode von Dryden [Das Alexanderfest], welche zu keiner Zeit und von keiner Nation jemals übertroffen wurde.
Da wir mit ihm ein so großes Genie bei uns haben, ist es umso bedauerlicher, wenn in letzter Zeit so viele gemeine Tricks angewandt werden, um all seine Aktivitäten zunichte zu machen und ihm seine Kunst selbst zu zerstören. Aber er kann sich darauf verlassen, von allen wahrhaften Liebhabern und echten Kennern der Musik ermutigt zu werden, insbesondere von jener erlauchten Persönlichkeit [dem Prinzen von Wales].
Bei der Übertragung dieses Gedichts für die Bühne wurde der Text der Rezitative fast vollständig von Milton übernommen, wobei nur die Teile seines langen Werks verwendet wurden, welche zum Geist des Themas passend und deren Einbindung am notwendigsten war. In den Arien und Chören, die ich hinzufügen musste, habe ich mehrere Verszeilen, Worte und Ausdrücke aus einigen seiner kleineren Gedichte eingestreut, um das Ganze so einheitlich wie möglich zu machen.“

## Handlung

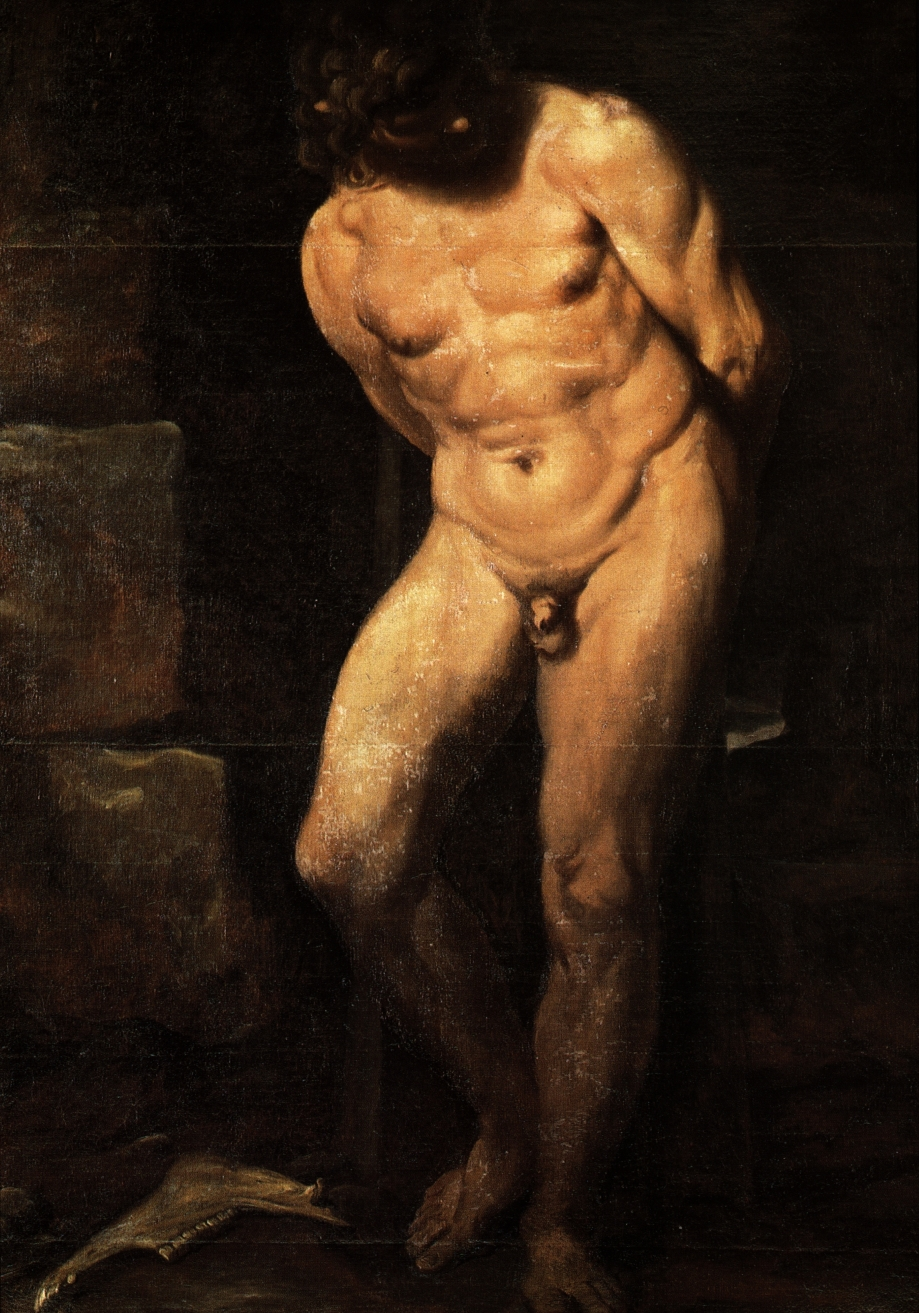
Der eingekerkerte Samson, Annibale Carracci, etwa 1595

Samson, der Richter Israels, heiratete eine Philisterin namens Dalila, die herausfand, dass er seine übernatürliche Kraft daher bezog, dass er sich niemals die Haare schnitt. Sie schnitt ihm im Schlaf die Haare ab und verriet ihn an ihr Volk, die Philister, welche die Feinde der Israeliten sind. Sie nahmen Samson gefangen und stachen ihm die Augen aus. Das Geschehen spielt sich vor dem Gefängnis in Gaza ab. Da es ein Festtag zu Ehren des philistäischen Gottes Dagon war, durfte Samson seine Gefängniszelle verlassen, um Besucher zu empfangen, wenn auch in Ketten.

### Erster Akt
Samson, blind und in Ketten gelegt, erholt sich von seiner Sklavenarbeit, weil die Philister zu Ehren ihres Gottes Dagon ein Fest feiern. Er grämt sich seines Schicksals.
Die Israeliten beobachten, wie der einst unbezwingbare Held nun ohne Hoffnung daliegt. Micah sieht, wie sich in seinem Los das des ganzen Volkes widerspiegelt. Samson macht sich Vorwürfe, weil er sich durch ein Weib hat verraten lassen. Besonders beklagt er den Verlust seines Augenlichts.
Samsons Vater Manoa sucht ihn auf und erschrickt über seine Veränderung. Samson sehnt sich nach dem Tod, doch der Chor der Israeliten tröstet ihn, dass er dann über Tod und Zeit triumphieren wird.

### Zweiter Akt
Micah und die Israeliten rufen Gott an, die Plagen seines Knechts zu betrachten.
Dalila, die Samson verraten hat, erscheint, um Samsons Liebe wiederzugewinnen. Doch was sie auch tut, um ihn zu umgarnen, er weist sie ab.
Der Philister Harapha kommt herbei, um Samson zu bedauern. Der fordert ihn zum Zweikampf heraus, doch Harapha schmäht Samson und behauptet, dass es unter seiner Würde sei, mit einem Blinden zu kämpfen. Samson verspottet ihn als Prahlhans. Micah schlägt vor, die Macht Dagons an der des Gottes der Israeliten zu messen. Die Chöre beider Seiten preisen ihren jeweiligen Gott.

### Dritter Akt
Harapha will Samson abholen, um ihn beim Fest der Philister zur Schau zu stellen. Samson lehnt zunächst ab, bei den religiösen Riten zugegen zu sein. Er geht dann aber mit einem Plan zum Fest und mahnt die Israeliten fernzubleiben.
Manoa kommt mit Plänen zu den Israeliten, wie Samson befreit werden könne. Von ferne hört man die Gesänge der Philister, die Dagon anrufen. Plötzlich hört man Lärm und Aufregung.
Ein israelitischer Bote kommt und berichtet, was geschehen ist: Samson hat das Festgebäude niedergerissen und dabei sich selbst und die versammelten Philister darunter begraben. Samsons Leichnam wird herbeigetragen, und die Israeliten stimmen einen Trauermarsch an. Zum Abschluss wird ihr Gott JHWH gepriesen.

## Musik

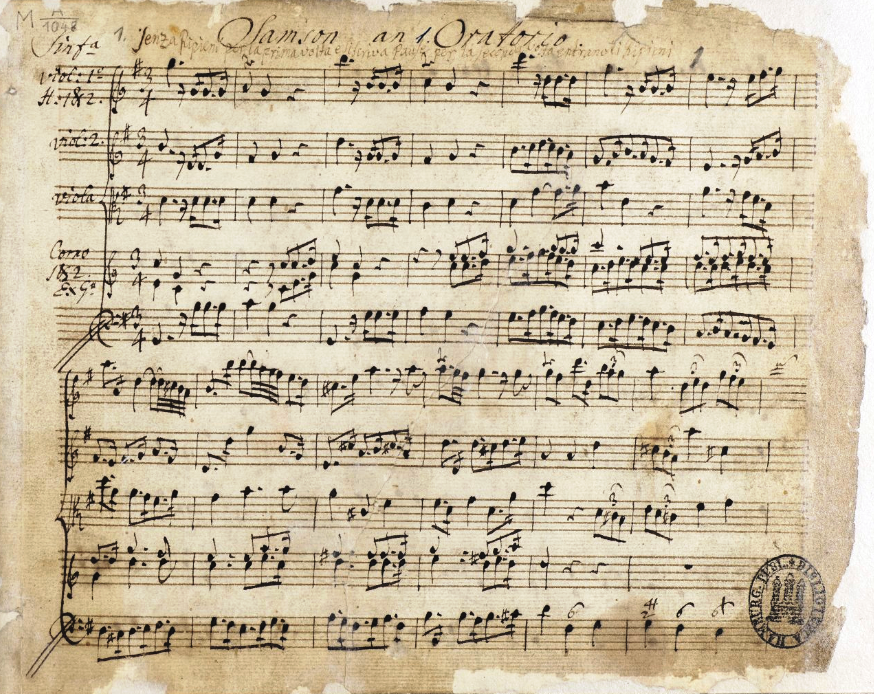
Beginn der Ouverture in Händels Direktionspartitur

Wie die meisten der Opern und Oratorien Händels, eröffnet auch Samson eine im französischen Stil gehaltene Ouvertüre, die keinen thematischen Bezug zu dem hat, was folgt, und in welcher der Klang der Hörner aber eine derart dominierende Rolle einnimmt, dass die derbe Ausgelassenheit des folgenden Festes der Philister in der Grundstimmung schon angekündigt wird. Man befindet sich auf einem öffentlichen Platz vor dem Gefängnis in der Stadt Gaza. Samson ruht sich in Ketten liegend von seiner harten Arbeit als Gefangener aus, was ihm die Philister anlässlich des Festes zu Ehren ihrer Gottheit Dagon erlaubten. In einiger Entfernung beginnen diese Feierlichkeiten mit einem schwungvoll-feierlichen Chor zum strahlenden Klang der Trompeten: Awake the trumpet’s lofty sound! (Nr. 1). Die eindringliche Sopran-Arie einer Philisterin (Ye men of Gaza, hither bring, Nr. 2) ruft die Bewohner Gazas zum Lobpreis ihres Gottes Dagon auf und the merry pipe and pleasing string werden von Händel mittels zahlreicher Verzierungen in den beiden Soloviolinen und der Gesangsstimme klanglich abgebildet. Auch andere Philister tragen mit ihren Arien zur ausgelassenen Stimmung bei. Deren Arien sind unkomplizierte Musik, wenngleich diese Philister kontrapunktischer daherkommen, als die meisten Heiden Händels in seinen anderen Stücken. Dazwischen antwortet jeweils der Chor der Philister mit Reprisen des Lobpreises (Nr. 3–5). Die Aufmerksamkeit des Betrachters wird wieder hin zu Samson gelenkt, der über sein Schicksal nachsinnt: Torments, alas! (Nr. 6).
Nun erscheint sein Freund Micah, zusammen mit einigen Israeliten. Dessen Arie, O mirror of our fickle state (Nr. 7) hat eine bildhafte Vertonung der Zeile from highest glory fall’n so low (vom Glanz des Ruhmes sank dein Los) und eine lange, nachdenkliche Coda, die umso beeindruckender ist, als zunächst ein Ritornell fehlt. Einem Zwiegespräch über die aussichtslose Situation folgt eine intime Arie des einstigen Helden Total eclipse! no sun, no moon (Nr. 8). Die Dunkelheit, die sich nicht nur äußerlich wegen des verlorenen Augenlichts auf Samson ausbreitet, sondern ihn auch innerlich mit Einsamkeit erfüllt, bringt Händel in seiner Vertonung zum Ausdruck, indem er die Begleitung nicht nur sparsam einsetzt, sondern sie gelegentlich sogar verstummen lässt. Das Wunder dieser Arie liegt in seiner Einfachheit: die intensive emotionale Wirkung ergibt sich aus Händels virtuosem Umgang mit altbekannten Mitteln, wie einem unbegleiteten Gesangseinsatz, dem verminderten Septakkord und einem verkürzten Schlussritornell, was Samsons Hoffnungslosigkeit illustriert.
Darauf erinnern die Israeliten an die Schöpfungsgeschichte: O first created beam! (Nr. 10), in der Gottes allmächtiges Wort Let there be light (Es werde Licht!) die ganze Welt erhellte. Kein Zweifel, dass sich Joseph Haydn bei eben den gleichen Worten in seiner Schöpfung im Glanz des C-Dur und derselben aufsteigenden Quarte auf diese Stelle bezieht. Für die zweite Hälfte des Chors leitet Händel das Thema der Schlussfuge aus dem Choral „Aus tiefer Not schrei ich zu Dir“ ab, welches zudem mit der Augmentation des Fugenthemas überlagert wird.
In der dritten Szene tritt mit Samsons Vater Manoa eine weitere Figur hinzu. Auch er beklagt das Unglück des Sohnes. Nach einer philosophischen Betrachtung Micahs erinnert sich der alte Mann in der Arie Thy glorious deeds (Nr. 15) mit lebhaften Triolen und vielen Unisono-Passagen mit allen Instrumenten an seine eigenen Freudengesänge wegen der ruhmreichen Taten seines Sohnes, verfällt aber im B-Teil der Arie genauso unmittelbar in eine tief empfundene Klage: To sorrows now I tune my song, and set my harp to notes of woe (Nur Schmerz tönt nun der Harfe Klang, und Gram und Harm wehklagt mein Sang). Samson sieht den Grund für sein Schicksal in einem Vergehen gegen Gott. Sein Entschluss steht jetzt fest. Er möchte ein letztes Mal die Überlegenheit JHWHs gegenüber Dagon, dem Gott der Philister, beweisen. In der kraftvollen und emotionalen Bravourarie Why does the God of Israel sleep? (Nr. 17) mit ihrem konventionellen Donner und Wirbelwind, vermittelt sich zum ersten Mal die Stärke des Mannes, sowohl körperlich als auch geistig, in der er versucht, den Gott Israels zu aktivem Handeln zu bewegen. Die Israeliten werden nach und nach von dieser Zuversicht ergriffen: Then shall they know (Nr. 18). Händel lässt, um dies zu verdeutlichen, die Chorstimmen in einem zweifachen Fugato nacheinander einsetzen, um sie schließlich bei den Worten was ever the Most High, and still the same (in ewig gleicher Macht und Herrlichkeit.) zu vereinigen. Samson sinkt erschöpft zurück, denn er sieht sein Lebensende nun klar vor sich. Sein begleitetes Rezitativ My genial spirits droop (Nr. 19), eines der großartigsten seiner Art, strahlt eine Weltmüdigkeit, eine Sehnsucht nach dem Tod aus, deren Tiefe ihresgleichen sucht. Micah singt vom Glück, welches Samson im Reich Gottes erfahren wird: Then long eternity (Nr. 20) geht auf eine frühe italienische Kantate (Mi palpita il cor, HWV 132) zurück und ist von interessanter Form, denn es besteht aus zwei miteinander verbundenen Arien, denen eine Adagio-Einleitung ohne Ritornell vorangeht. Für die Israeliten steht nun fest, dass Samsons Seele zu Gott aufsteigen und über Tod und Zeit triumphieren wird: Then round about the starry throne (Nr. 21).
Eine zuversichtliche Arie Manoas und ein Largo Micahs eröffnen den zweiten Akt. Dramaturgisch von Belang ist diese Szene nicht, jedoch stellt Micahs Return, oh God of Hosts (Nr. 23) einen der Höhepunkte des Oratoriums dar. Melodisch handelt es sich um ein typisches Opernlied im Stil von Ombra mai fu aus Serse oder Father of Heaven von Judas Maccabaeus. Diese innige Arie, welche an Klagelieder aus dem Psalter erinnert, geht über in einen Chor: To dust his glory they would tread (Nr. 24), der zusammen mit der Arie ein wirksames Ganzes bildet, in der sich im Verlaufe Solo (Micah) und Chor eindrucksvoll abwechseln.
Als Dalila, Samsons Frau, erscheint, schlägt die Stimmung um. Händel behandelt diese Szene sehr leicht, fast wie eine Ablenkung. Dalila, die ihn ja verraten hatte, versucht Samson noch einmal schöne Augen zu machen. Wie eine Turteltaube umgarnt sie den Ehemann. Die Verliebtheit überträgt Händel unmittelbar in lautmalerisches Gurren einer Taube: With plaintive notes (Nr. 25). Die stark mit Trillern ausgeschmückte Gesangsstimme wechselt sich darin mit den Violinen ab. Samsons Antwort mit dem Siciliano Your charms to ruin led the way (Nr. 26) ist ein subtiles Stück dramatischer Psychologie, doch nicht voller Empörung, sondern mit Anklängen an die mit dieser Ehe verbundenen Vergnügen, wenngleich die gelegentlichen Dissonanzen, insbesondere beim Wort betray (verraten), der Melodie einen bittersüßen Beigeschmack geben.
Nachdem Dalila mit ihrer erotischen Ausstrahlung nicht das gewünschte Ziel erreicht, untermauert sie ihre „ernsthafte“ Absicht mit einem edlen Menuett: My faith and truth (Nr. 27), unterstützt durch ihre Jungfrauen, die in ihre Arien einstimmen und sie zum Duett machen, an das sich für Dalila eine zweites Stück, ein Lied mit zwei Strophen, anschließt: To fleeting pleasures (Nr. 29), welche sich durch verführerische lombardische Rhythmen auszeichnet. Zwischen den Strophen singen wieder die Jungfrauen rondoartig in ihrem wiegenden Menuett. Die leichte Begleitung mit ihren vielen Echos und die hypnotische Wirkung des ständigen Wechsels der Abschnitte, suggerieren einen erotischen Tanz der Verzauberung, um Samsons Sinne zu verführen.
Samson zeigt sich jedoch völlig ungerührt. Die Auseinandersetzung gipfelt in einem Streit, in welchem sich beide gegenseitig des Verrats bezichtigen: Traitor to love! (Nr. 30). In diesem Duett verbindet Händel auf bewundernswerte Weise Handlung mit Erfindungsreichtum. Nachdem beide zu Wort gekommen sind, beginnen sie sich in immer kürzeren Abständen ins Wort zu fallen und die Spannung wird durch wütende Sechzehntel in den Violinen, Bratschen und Violoncelli erhöht. Samson hat das letzte Wort: Als er zum Schluss insistiert I’ll hear no more! (Ich will nichts mehr hören!), geht Dalila wütend ab und Micahs erleichtertes She’s gone! (Sie ist weg!) unterbricht das Duett abrupt.
Micahs Arie It is not virtue (Nr. 31) über die weibliche Unentschlossenheit und ein spöttischer Chor auf das Geschlechterverhältnis To man God's universal Law (Nr. 32) beenden die Szene.
Nun tritt der riesenhafte Philister Harapha auf. Dieser bedauert, Samson niemals im Kampf begegnet zu sein, aber jetzt gegen ihn zu kämpfen sei unter seiner Würde. In einer kriegerischen Arie mit mächtigen Unisoni, Tonleitern in beide Richtungen, Oktavsprüngen und verwegenen Rhythmen (Honour and arms, Nr. 33) bekräftigt er seine Haltung. Samson kontert mit My strength is from the living God (Nr. 34). Nach diesem Wortgefecht geht das Duell im Duett weiter Go, baffled coward, go (Nr. 35) in dem beide Riesen ihren Vers zur eigenen Musik und in einem Ausbruch gegenseitiger Trotzigkeit vereint gegeneinander singen, zu der eine gleitende chromatische Passage bei baffled coward (verwirrter Feigling) einen charakteristischen Beitrag leistet. Micah schlägt vor, für die Entscheidung die Hilfe der beiden Gottheiten Dagon und JHWH anzurufen, was die Israeliten zuerst tun: Hear, Jacob's God (Nr. 36). Händel greift hier eine frühbarocke sechsstimmige Komposition mit phrygischer Modalität von Giacomo Carissimi auf. Die Philister entgegnen mit einem Chorsatz, den Händel über einem erdigen Tanz mit ostinatem Bass ablaufen lässt (To song and dance we give the day, Nr. 37). Dieser unentschiedene Kampf ist großartiges Theater, insbesondere das Finale, in dem Dalila, ihre Jungfrauen und Harapha nach Dagon rufen und alle anderen, einschließlich des Orchesters, nach Jehova. Beide Gruppen vereinigen sich schließlich musikalisch im Lobpreis ihrer jeweiligen Gottheit: Fix’d in his everlasting seat (Nr. 38).
Nun fordert Harapha Samson erneut heraus, seine Kraft zu demonstrieren, doch dieser will keinen Schaukampf als Götzendienst leisten. Damit hat Samson Harapha bis aufs Blut gereizt: Presuming slave (Nr. 39). Bis auf das Schlussritornell kommt diese furchteinflößende Arie ohne Harmonien aus, denn sie verläuft im Unisono. Die drei Generalpausen am Ende steigern die Bedrohung. Bestürzt bitten die Israeliten Gott um Beistand für ihren Helden in dem schnellen und brillanten Chor With thunder arm’d (Nr. 40). Im B-Teil lässt Händel einen innigen Choral, bei and save, oh save us mit flehenden chromatischen Linien erklingen. Die Wiederkehr der Donnermusik des A-Teils macht daraus einen der wenigen Da-capo-Chöre in Händels dramatischen Oratorien. Indes hat Samson mit sich seinen Frieden gemacht und seinen Entschluss gefasst, die Herausforderung Haraphas anzunehmen. In Thus when the sun (Nr. 42) vermitteln die fließenden Terzen der Violinen, die sich über die schreitenden Andante-Achtelnoten im Bass legen, inneren Frieden und tiefe Zuversicht, was umso bewegender ist, als wir Zeugen des steinigen Weges waren, auf dem diese errungen wurden. Sein Freund Micah wird Zeuge des Entschlusses. In einem leidenschaftlichen Accompagnato (Nr. 43) voller blitzender Tonleitern drängt er Samson zum Handeln und schickt ihn mit The Holy One of Israel (Nr. 44) auf den Weg, was durch die vielen repetierten Sechzehntel der Violinen an Dringlichkeit gewinnt und direkt in den kurzen Chor der Israeliten (To fame immortal go, Nr. 45) übergeht, welche Samson ermuntern, seine letzte Heldentat in Angriff zu nehmen.
Mit einer Philister-Arie und dem Chor Great Dagon has subdued our foe (Nr. 46 und 47) geht das Fest zu Ehren Dagons seinem Höhepunkt entgegen. Die Philister gehen bereits davon aus, dass Dagon siegreich war, aber der Stern der Israeliten steigt, während der der Philister sinkt. In einer erhabenen Arie in E-Dur: How willing my paternal love (Nr. 48) bringt Manoa seine Liebe zu seinem Sohn zum Ausdruck. In ihrer Ausweglosigkeit gewinnt das Stück an seiner Position eine tiefgründige und ironische Eindringlichkeit, denn wir wissen, dass Manoa seinen Sohn nie wieder sehen wird. Plötzlich ist großer Lärm in einer Sinfonia mit insistierenden Punktierungen und herabstürzenden Tonleitern zu hören (Nr. 49): Die Philister schreien mit flehenden chromatischen Linien um Hilfe zu ihrem Gott Dagon: Hear us, our God! (Nr. 50). Ein Bote erscheint und berichtet davon, dass Samson den Tempel, in dem das Dagon-Fest stattfand, zum Einsturz gebracht hatte und damit alle Philister und sich selbst erschlug. Micah (Ye sons of Israel, now lament, Nr. 51) und die Israeliten (Weep, Israel, weep a louder strain, Nr. 52) stimmen einen ersten Trauergesang an, welcher sehr an Henry Purcell und das Ende von Dido and Aeneas denken lässt. Der Trauermarsch (Nr. 53) wiederholt sein Thema in einer höheren Oktave: die Klangfülle der Blechbläser kontrastiert mit den ätherischen Terzen der Flöten. Ein weiterer Klagegesang in der Art eines Requiems schließt sich an: Glorious hero (Nr. 54). Dieses Solo mit Chor ist eines der bewegendsten und schönsten Episoden in Händels Gesamtwerk und mit exquisiter Kunstfertigkeit gestaltet. Obwohl diese Nummer nur vierundfünfzig Takte lang ist, umfasst sie nicht weniger als sieben miteinander in freier Rondoform verbundene Sätze.
Schließlich beendet Manoa diese Klage. Eine Israelitin ruft mit Trompetenjubel zum Lobpreis Jehovas auf: Let the bright Seraphims (Nr. 55) und Trauer verwandelt sich in Freude über den Sieg. Zusammen stimmen sie ein: Let their celestial concerts all unite (Nr. 56). Aber dieser feiernde Schluss war von Händel und seinem Textbearbeiter Hamilton ursprünglich nicht vorgesehen. Das Oratorium sollte still mit dem Requiem für Samson enden. Händels Oratorium zielt auf die Erschütterung des Zuhörers, nicht auf seine Parteinahme. Die in Trauer endende Urfassung ist aber bis heute niemals aufgeführt worden. Der jubelnde Schluss, den Händel – wohl mit Rücksicht auf die Konvention – 1742 nach seinem Irland-Gastspiel noch anhängte, feiert aber nicht Samsons letzte Tat, sondern Gottes Vorsehung. Hamilton hatte auf Händels Wunsch noch das Engelskonzert aus Miltons Gedicht At A Solemn Musick dafür eingearbeitet. Im Zuge dieser Überarbeitung Händels von 1742 bekamen auch die Philister mehr Raum und sind musikalisch jetzt mehr als zuvor als ein fröhliches, keineswegs unsympathisches Volk dargestellt. Dadurch wurde der Samson insgesamt farbiger und abwechslungsreicher und blieb doch eine Tragödie.
Händel hat das Werk niemals mit aller dafür komponierter Musik aufgeführt. Bereits innerhalb der ersten Aufführungsserie 1743 wurde es in einer veränderten, stark gekürzten Fassung gespielt: Neben umfangreichen Kürzungen in den Rezitativen wurden einige Sätze gestrichen: Nr. 4, 5, 6, 9, 12, 14, 15 sowie 22, die Händel auch später nie wieder aufnahm. Samson wird üblicherweise als Oratorium in Konzertform aufgeführt, gelegentlich aber auch szenisch, wie eine Oper. Die bekannten Arien Let the bright Seraphim (Nr. 55, für Sopran), und Total eclipse (Nr. 8, für Tenor), sowie der Schlusschor Let their celestial concerts (Nr. 56) werden oft separat im Konzert gespielt.

## Orchester
Zwei Traversflöten, zwei Oboen, zwei Fagotte, zwei Hörner, zwei Trompeten, zwei Posaunen, Pauken, Streicher und Basso continuo (Violoncello, Laute, Cembalo, Orgel).

## Struktur des Oratoriums
Symfony. (Andante – Allegro – Allegro – Menuet) (2 Ob, 2 Hr, Str, BC)

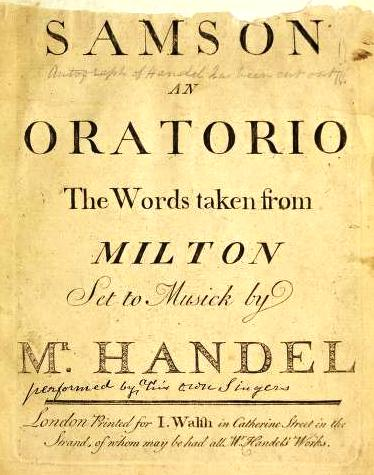
Erstdruck: Titelseite der Arienpartitur, John Walsh, London 1743

### Erster Akt
| Scene I   | Recitative. Samson This day, a solemn feast to Dagon held                                           |
|           | 1. Chorus of Philistines. (2 Ob, 2 Trp, Pk, Str, BC) Awake the trumpet’s lofty sound!               |
|           | 2. Air. Philistine Woman (Str, BC) Ye men of Gaza, hither bring                                     |
|           | 3. Chorus of Philistines. (2 Trp, Pk, Str, BC) Awake the trumpet’s lofty sound!                     |
|           | 4. Air. Philistine (2 Vl, BC) Loud as the thunder’s awful voice                                     |
|           | 5. Air. Philistine Woman (2 Vl, BC) Then free from sorrow                                           |
|           | 3. Chorus of Philistines da capo. (2 Trp, Pk, Str, BC) Awake the trumpet’s lofty sound!             |
|           | Recitative. Samson Why by an angel was my birth foretold                                            |
|           | 6. Air. Samson (Str, BC) Torments, alas! are not confined                                           |
| Scene II  | Recitative. Micah O change beyond report                                                            |
|           | 7. Air. Micah (2 Vl, BC) O mirror of our fickle state                                               |
|           | Recitative. Samson, Micah Whom have I to complain of                                                |
|           | 8. Air. Samson (2 Vl, BC) Total eclipse! no sun, no moon                                            |
|           | 9. Accompagnato. Micah (Str, BC) Since light so necessary is to life                                |
|           | 10. Chorus of Israelites. (2 Ob, Str, BC) O first created beam!                                     |
|           | Recitative. Samson, Micah Ye see, my friends, how woes enclose me round                             |
| Scene III | Recitative. Manoa, Micah Brethren, and men of Dan                                                   |
|           | 11. Accompagnato. Manoa (Str, BC) Oh miserable change!                                              |
|           | Recitative. Micah Oh ever failing trust in mortal strength!                                         |
|           | 12a. Air. Micah (2 Vl, BC) God of our fathers                                                       |
|           | 13. Chorus of Israelites. (2 Ob, Str, BC) Oft He that’s most exalted high                           |
|           | 14. Accompagnato. Manoa (Str, BC) The good we wish for                                              |
|           | 15. Air. Manoa (Str, BC) Thy glorious deeds inspir’d my tongue                                      |
|           | Recitative. Samson, Manoa Justly these evils have befall’n thy son                                  |
|           | 16. Accompagnato. Samson (Str, BC) My griefs for this forbid mine eyes to close                     |
|           | 17. Air. Samson (2 Vl, BC) Why does the God of Israel sleep?                                        |
|           | Recitative. Micah There lies our hope!                                                              |
|           | 18. Chorus of Israelites. (2 Ob, Str, BC) Then shall they know, that He whose name Jehovah is alone |
|           | Recitative. Manoa, Samson For thee, my dearest son                                                  |
|           | 19. Accompagnato. Samson (Str, BC) My genial spirits droop                                          |
|           | 20. Air. Micah (2 Vl, BC) Then long eternity shall greet                                            |
|           | 21. Chorus of Israelites. (2 Ob, Str, BC) Then round about the starry throne                        |

### Zweiter Akt
| Scene I   | Recitative. Manoa, Samson Despair not thus!                                                        |
|           | 22. Air. Manoa (2 Vl, BC) Just are the ways of God to man                                          |
|           | Recitative. Samson, Micah My evils hopeless are!                                                   |
|           | 23. Air. Micah (Str, BC) Return, oh God of hosts!                                                  |
|           | 24. Solo and Chorus of the Israelites. Micah (2 Ob, Str, BC) To dust his glory they would tread    |
| Scene II  | Recitative. Micah, Samson, Dalila But who is this?                                                 |
|           | 25. Air. Dalila (2 Vl, BC) With plaintive notes and am’rous moan                                   |
|           | Recitative. Dalila Alas! th’event was worse                                                        |
|           | Recitative. Samson Did love constrain thee?                                                        |
|           | 26. Air. Samson (Str, BC) Your charms to ruin led the way                                          |
|           | Recitative. Dalila Forgive what’s done                                                             |
|           | 27. Duet. Dalila, Virgin (Str, BC) My faith and truth, oh Samson, prove                            |
|           | 28. Chorus of Virgins. (Str, BC) Her faith and truth, oh Samson, prove                             |
|           | 29. Air. Dalila (Str, BC) To fleeting pleasures make your court                                    |
|           | 28. Chorus of Virgins. (Str, BC) Her faith and truth, oh Samson, prove                             |
|           | Recitative. Samson, Dalila N’er think of that!                                                     |
|           | 30. Duet. Dalila, Samson (Str, BC) Traitor to love!                                                |
| Scene III | Recitative. Micah She’s gone! A serpent manifest                                                   |
|           | 31a. Air. Micah (2 Vl, BC) It is not virtue, valour, wit, or comeliness of grace                   |
|           | Recitative. Samson Favour’d of heav’n is he                                                        |
|           | 32. Chorus of Israelites. (2 Ob, Str, BC) To man God's universal Law                               |
| Scene IV  | Recitative. Micah, Harapha, Samson No words of peace                                               |
|           | 33. Air. Harapha (2 Vl, BC) Honour and arms scorn such a foe                                       |
|           | Recitative. Samson Put on your arms, then take for spear                                           |
|           | 34. Air. Samson (2 Vl, BC) My strength is from the living God                                      |
|           | Recitative. Samson Cam’st thou for this, vain boaster?                                             |
|           | 35. Duet. Samson, Harapha (2 Vl, BC) Go, baffled coward, go                                        |
|           | Recitative. Micah Here lie the proof: if Dagon be thy God                                          |
|           | 36. Chorus of Israelites. (2 Ob, Str, BC) Hear, Jacob’s God, Jehovah, hear                         |
|           | Recitative. Harapha Dagon, arise! Attend thy sacred feast!                                         |
|           | 37b. Chorus of Philistines. (2 Ob, 2 Hr, Str, BC) To song and dance we give the day                |
|           | 38. Chorus of Israelites and Philistines. (2 Ob, 2 Trp, Pk, Str, BC) Fix’d in his everlasting seat |

### Dritter Akt
| Scene I   | Recitative. Micah, Samson, Harapha More trouble is behind                                                          |
|           | 39. Air. Harapha (2 Vl, BC) Presuming slave, to move their wrath!                                                  |
|           | Recitative. Micah, Samson Reflect then, Samson, matters now are strain’d                                           |
|           | 40. Chorus of Israelites. (2 Ob, Str, BC) With thunder arm’d, great God, arise                                     |
|           | Recitative. Samson, Micah, Harapha Be of good courage                                                              |
|           | 41. Accompagnato. Samson (Str, BC) Then shall I make Jehovah’s glory known!                                        |
|           | 42. Air. Samson (Str, BC) Thus when the sun from’s wat’ry bed                                                      |
|           | 43. Accompagnato. Micah (Str, BC) With might endued above the sons of men                                          |
|           | 44. Air. Micah (Str, BC) The Holy One of Israel be thy guide                                                       |
|           | 45. Chorus of Israelites. (2 Ob, Str, BC) To fame immortal go                                                      |
| Scene II  | Recitative. Micah, Manoa Old Manoa, with youthful steps                                                            |
|           | 46. Air. Philistine (Str, BC) Great Dagon has subdued our foe                                                      |
|           | 47. Chorus of Philistines. (2 Ob, 2 Hr, Str, BC) Great Dagon has subdued our foe                                   |
|           | Recitative. Manoa, Micah What noise of joy was that?                                                               |
|           | 48. Air. Manoa (Str, BC) How willing my paternal love                                                              |
|           | Recitative. Micah, Manoa Your hopes of his deliv’ry seem not vain                                                  |
|           | 49. Symphony (Str, BC)                                                                                             |
|           | Recitative. Manoa Heav'n! What noise!                                                                              |
|           | 50. Chorus of Philistines. (2 Ob, Str, BC) Hear us, our God!                                                       |
|           | Recitative. Micah, Manoa Noise call you this?,                                                                     |
| Scena III | Recitative. Messenger, Micah, Manoa Where shall I run, or which way fly                                            |
|           | 51. Air. Micah (Str, BC) Ye sons of Israel, now lament                                                             |
|           | 52. Chorus of Israelites. (2 Ob, Str, BC) Weep, Israel, weep a louder strain                                       |
|           | Recitative. Manoa Proceed we hence to find this body soak’d                                                        |
|           | 53. A Dead March. (2 Trav, 2 Trp, Pk, Str, BC)                                                                     |
|           | Recitative. Micah, Manoa The body comes                                                                            |
|           | 54. Soli and Chorus of the Israelites. Manoa, Israelitish Woman (2 Ob, 2 Fg, Str, BC) Glorious hero, may thy grave |
|           | Recitative. Manoa, Micah Come, come! No time for lamentation now                                                   |
|           | 55. Air. Israelitish Woman (Trp, Str, BC) Let the bright Seraphim in burning row                                   |
|           | 56. Chorus of Israelites. (2 Ob, 2 Trp, Str, BC) Let their celestial concerts all unite                            |

## Erfolg und Kritik
“That Gentleman is more esteemed now than ever. The new Oratorio (called Samson) which he composed since he left Ireland, has been performed four Times to more crowded Audiences than ever were seen; more People being turned away for Want of Room each Night than hath been at the Italian Opera.”

„Dieser Herr [Händel] wird heute mehr denn je geschätzt. Das neue Oratorium (mit dem Titel Samson), welches er seit seiner Abreise aus Irland komponiert hatte, wurde viermal vor größerem Publikum als je zuvor aufgeführt. Jeden Abend mussten mehr Leute wegen Platzmangels abgewiesen werden als jemals zuvor in der italienischen Oper.“

George Bernard Shaw schrieb 1892 über den Samson:

“[…] it shows him in his highest, most heroic vein, at the height of his strength, decision, audacity, and mastery. The first four bars of Fix'd in his everlasting seat are alone worth getting up a performance on the festival scale for.”

„[Samson] zeigt ihn [Händel] in seiner höchsten, heroischsten Form, auf dem Höhepunkt seiner Kraft, Entschlossenheit, Kühnheit und Meisterschaft. Allein schon die ersten vier Takte von Fix'd in his everlasting seat sind es wert, eine Aufführung im Rahmen eines Festivals zu organisieren.“

## Diskografie
- Urania WS121360 (1955): Ernst Haefliger (Samson), Maria Stader (Dalila), Kim Borg (Manoa), Marga Höffgen (Micah), Heinz Rehfuss (Harapha), Maria Reith (Philisterin)
RIAS Kammerchor, Chor der St. Hedwigs-Kathedrale, RIAS-Symphonie-Orchester; Dir. Ferenc Fricsay (124 min)
- Vanguard Classics SVC-131-32 (1962): Jan Peerce (Samson), Phyllis Curtin (Dalila, Israelitin), Roy Samuelsen (Manoa), Louise Parker (Micah), Malcolm Smith (Harapha), Jean Preston (Philisterin), Kenly Whitelock (Israelit, Philister)
University of Utah Symphonic Chorale, Utah Symphony Orchestra; Dir. Maurice Abravanel (153 min)
- Orbis 22645 (1963): Hans-Ulrich Mielsch (Samson), Gertraut Stoklassa (Dalila), Renate Czesla (Israelitin), Lothar Ostenburg (Manoa), Ursula Zollenkopf (Micah), Günther Wilhelms (Harapha), Longīns Apkalns (Bote)
St. Jacobi-Kantorei Göttingen, Orchester der Göttinger Händelfestspiele; Dir. Günther Weissenborn (deutsch)
- Archiv 453245 (1968): Alexander Young (Samson), Martina Arroyo (Dalila), Thomas Stewart (Manoa), Norma Procter (Micah), Ezio Flagello (Harapha), Helen Donath (Philisterin, Israelitin), Sheila Armstrong (Philisterin, Israelitin), Jerry J. Jennings (Israelit, Philister)
Münchener Bach-Chor, Münchener Bach-Orchester; Dir. Karl Richter (206 min)
- Erato STU 71240 (1978): Robert Tear (Samson), Janet Baker (Dalila), John Shirley-Quirk (Manoa), Helen Watts (Micah), Benjamin Luxon (Harapha), Norma Burrowes (Philisterin), Felicity Lott (Israelitin), Philip Langridge (Philister), Alexander Oliver (Israelit)
London Voices, English Chamber Orchestra; Dir. Raymond Leppard (212 min)
- Teldec, Das Alte Werk 9031-74871-2 (1992): Anthony Rolfe Johnson (Samson), Roberta Alexander (Dalila), Anton Scharinger (Manoa), Jochen Kowalski (Micah), Alastair Miles (Harapha), Angela Maria Blasi (Jungfrau, Philisterin), Maria Venuti (Israelitin), Christoph Prégardien (Philister)
Arnold Schoenberg Chor, Concentus Musicus Wien; Dir. Nikolaus Harnoncourt (148 min)
- Coro COR16008 (1996): Thomas Randle (Samson), Lynda Russell (Dalila), Michael George (Manoa), Catherine Wyn-Rogers (Micah), Jonathan Best (Harapha), Lynne Dawson (Philisterin, Israelitin, Jungfrau), Mark Padmore (Philister, Israelit), Matthew Vine (Bote)
The Sixteen, The Symphony of Harmony and Invention; Dir. Harry Christophers (204 min)
- Carus CAR83425 (2009): Thomas Cooley (Samson), Sophie Daneman (Dalila), William Berger (Manoa), Franziska Gottwald (Micah), Wolf Matthias Friedrich (Harapha), Michael Slattery (Philister, Israelit)
NDR Chor, FestspielOrchester Göttingen; Dir. Nicholas McGegan (166 min)
- Linn Records CKD599 (2019): Joshua Ellicott (Samson), Sophie Bevan (Dalila), Matthew Brook (Manoa), Jess Dandy (Micah), Vitali Rozynko (Harapha), Mary Bevan (Philisterin, Israelitin), Fflur Wyn (Jungfrau), Hugo Hymas (Philister, Israelit, Bote)
Tiffin Boys' Choir, Dunedin Consort; Dir. John Butt (197 min)
- Ricercar Records RIC411 (2020): Matthew Newlin (Samson), Klara Ek (Dalila), Lawrence Zazzo (Micah), Luigi Di Donato (Manoa, Harapha), Julie Roset (Philisterin, Israelitin, Jungfrau), Maxime Melnik (Philister, Bote)
Chœur de chambre de Namur, Millenium Orchestra; Dir. Leonardo García Alarcón (148 min)

## Kuriosa
Blatt von Heinrich Zille (März 1924) mit dem Titel Das mißverstandene Konzertplakat aus der Grafischen Sammlung der Stiftung Stadtmuseum Berlin:
„Weeßte – "Samson", det is der neie Schwergewichtsmeesta in’s Boxen. Aba Händel – Junge, Junge, wird der Dresche kriejen.“

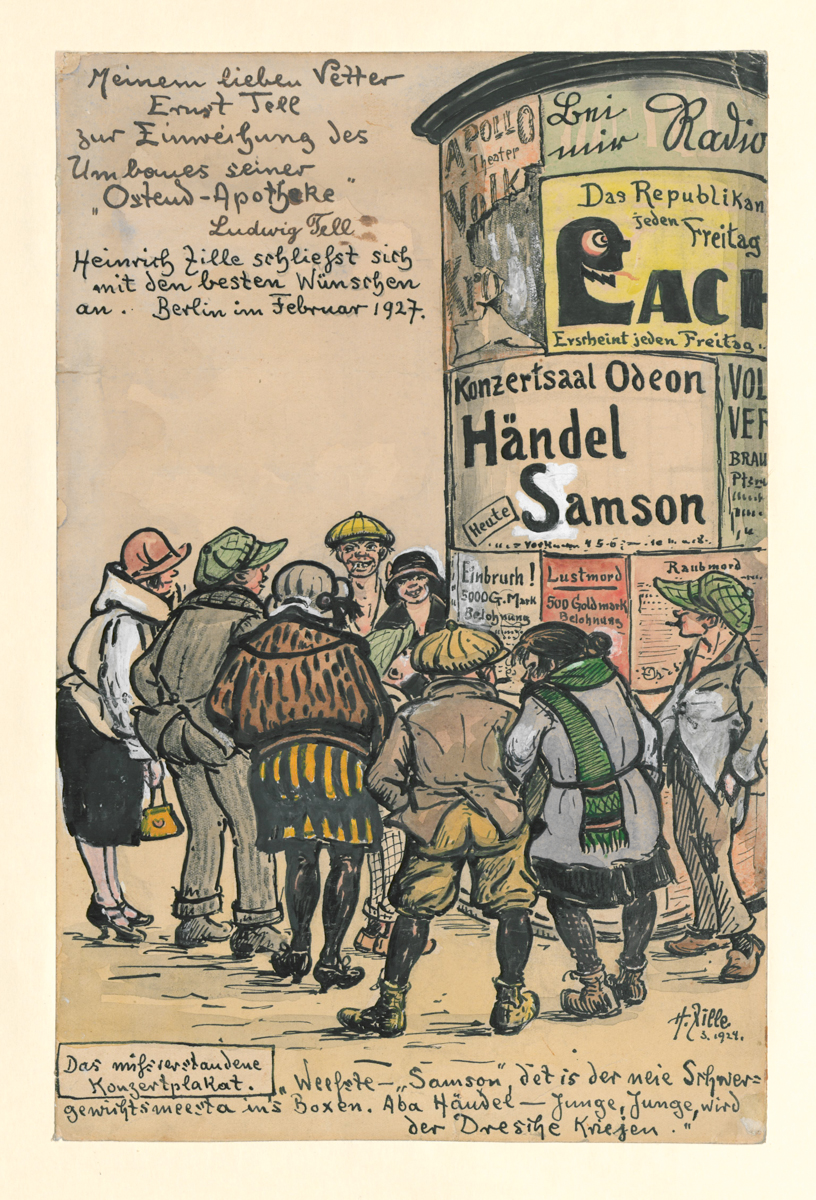
Das mißverstandene Konzertplakat von Heinrich Zille (März 1924)